# Semiothisa lunulacarens
Semiothisa lunulacarens là một loài bướm đêm trong họ Geometridae.